# Breitenbach (Echaz)
Der Breitenbach im baden-württembergischen Landkreis Reutlingen ist ein etwa 8,9 km langer, südlicher und orographisch linker Zufluss der Echaz, der im Reutlinger Stadtteil Betzingen mündet.

## Geographie

### Quelle
Der Breitenbach entspringt am Albtrauf, dem nordwestlichen Steilabfall der Schwäbischen Alb. Seine als Breitenbachquelle benannte Hauptquelle liegt knapp 2 km nordöstlich von Gönningen und 750 m (jeweils Luftlinie) südlich der Kreisstraße 6729 auf der Nordflanke des Pfullinger Berges, eines Nordausläufers des Barm (736,5 m ü. NHN), in einer Lichtung auf etwas über 550 m Höhe. Die unter mächtigem Hangschutt liegende Quelle ist in einer etwa 5 m² großen Nische mit Naturstein eingefasst und als Naturdenkmal ausgewiesen. Das Wasser entspringt hier an der höheren Schichtgrenze der Unteren Weißjura-Mergel zur Wohlgeschichteten Kalk-Formation. Etwa 20 m unterhalb der Quelle wachsen durch Kalkausfällung aus dem Quellwasser Kalksinterpolster. Wenig weiter südlich und damit über der Hauptquelle liegt eine weitere Quelle auf etwas über 600 m Höhe.

### Verlauf

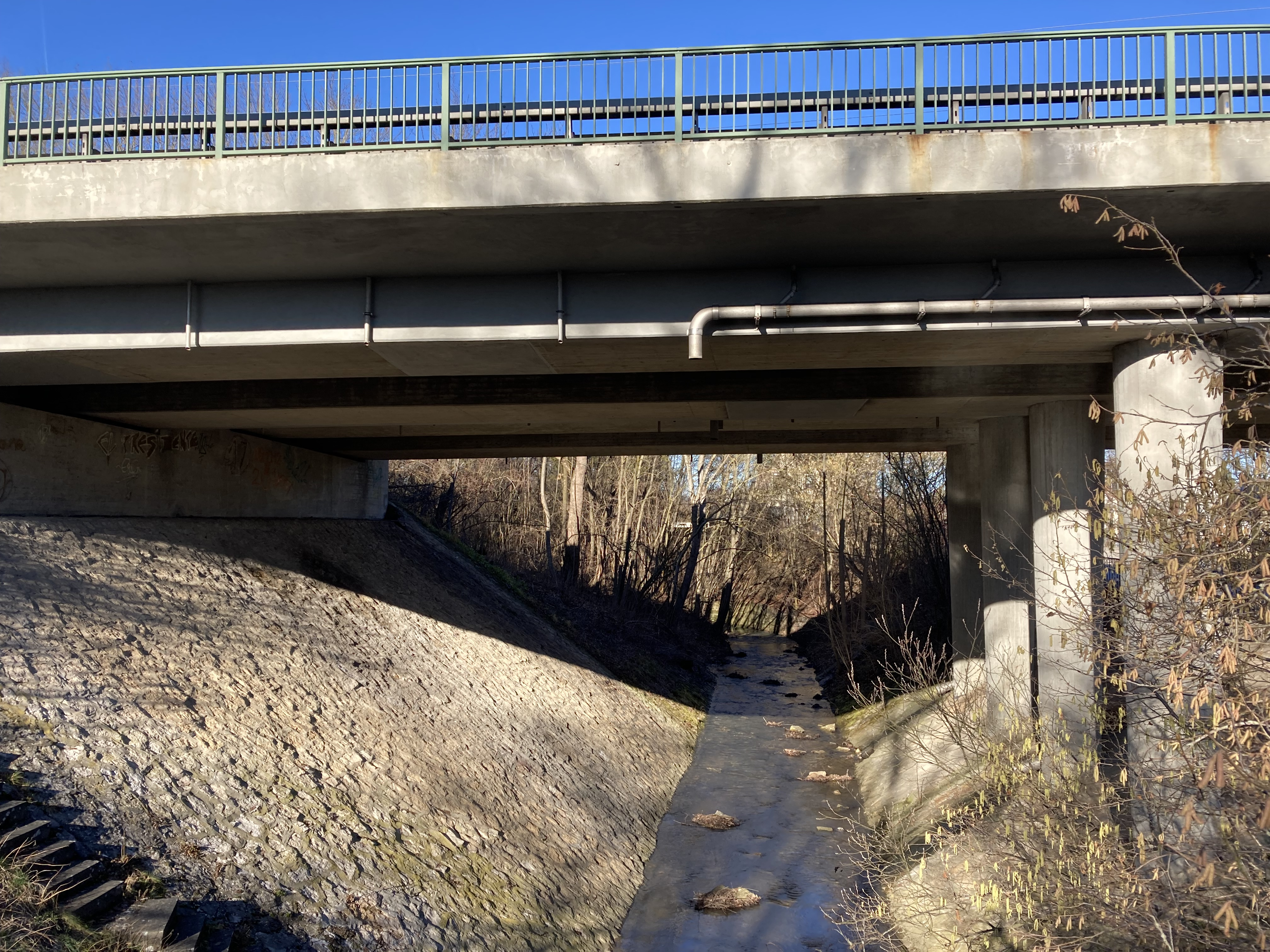
Breitenbach unter B28

Anfangs fließt der überwiegend nordwärts strebende Breitenbach durch das Selchental und bleibt im Wald, bis er oberhalb von Reutlingen nach etwa der Hälfte seiner Fließstrecke die Landesstraße 383 quert. Danach läuft der nun von Bäumen und Gebüsch gesäumte Bach in etwas westlichem Abstand von der Reutlinger Kernstadt durch landwirtschaftlich genutzte Flur. Hiernach unterquert er in Reutlingen die Bundesstraße 28 und die Bahnstrecke Plochingen–Immendingen.

### Mündung
Der Breitenbach mündet, auf seinen letzten Metern nach Nordwesten fließend, im südlichen Teil des Reutlinger Stadtteils Betzingen am Friedhof In der Au in den dort von Ostsüdosten kommenden Neckar-Zufluss Echaz.

### Zuflüsse und Stillgewässer
Zu den Zuflüssen des Breitenbachs und den Stillgewässern am und nahe dem Bach gehören – geordnet von der Quelle zur Mündung (Gewässer höherer Ordnung entsprechend eingerückt unter ihrem Vorfluter; Gewässerlängen und -flächen nach dem Geodatenviewer; Höhen in Meter (m) über Normalhöhennull (NHN), zumeist interpoliert nach dem Höhenlinienbild dort):
- Ehrensbach, von rechts auf unter 510 m Höhe kurz vor der Straße von Pfullingen nach Gönningen, 0,8 km; entsteht auf unter 560 m Höhe am Nordhang des Gielsbergs
- (Zufluss), von links im Wolfsloch auf über 450 m Höhe, 1,7 km; entsteht auf etwa 580 m Höhe am Nordfuß des Stöffelbergs mit seiner Burgruine
- Breitwiesenbach, von rechts auf unter 440 m Höhe, 1,2 km; entsteht auf über 500 m Höhe auf der Pfingstweide im Wald westlich des Pfullinger Georgenhofs
- speist einen See in einer Tallichtung, 0,3 ha.
- Stadtwiesenbach, von links auf über 410 m Höhe, 1,2 km; entsteht auf über 500 m Höhe an der Deponie beim Käpfle
- (Zufluss aus dem Eichwald), von links auf unter 400 m Höhe beim Austritt in eine südliche Flurbucht, 1,1 km; entsteht auf etwa 460 m Höhe im Eichwald
- Schinderbachgraben, von rechts wenige Schritte weiter, 1,5 km; entsteht auf etwa 510 m Höhe im Wald wenig nördlich der Pfingstweide und durchläuft die Teufelsklinge
- speist einen Teich mitten in der Flurbucht, 2,2 ha
- Eichwäldlesgraben, von links auf etwa 385 m Höhe kurz vor der L 383, 1,7 km Entwässert die Deponie am Hofgut Alteburg
- Schinderreingraben, von rechts gleich nach der Straße, 1,0 km; entsteht auf etwa 430 m Höhe im Waldgewann Hohlichtenrain
- Schlattwiesenbach, von rechts auf etwa 380 m Höhe an der Nordspitze des Motorsportgeländes, 2,2 km; entsteht auf unter 545 m Höhe im Rötwald
  -  speist auf um 390 m Höhe einige Teiche im Mittellauf am Südrand des Sportgeländes um das Stadion Kreuzeich, die größten 0,8 ha und 0,3 ha
- Scheuerlesbach, von links auf 363 m Höhe, 3,5 km; entsteht auf unter 525 m Höhe westlich des Hofguts Alteburg am Waldrand
  - (Kürzerer Quellast), von links auf unter 430 m Höhe noch vor dem Waldaustritt, 0,9 km; entsteht auf etwa 470 m Höhe im Wald bei der Kreuzsteineiche
  - (Zufluss), von rechts auf etwa 380 m Höhe im Naturschutzgebiet Listhof, 0,7 km
- Teich im Friedhof neben der Mündung, 0,1 ha